# 阿里斯蒂德·马约尔

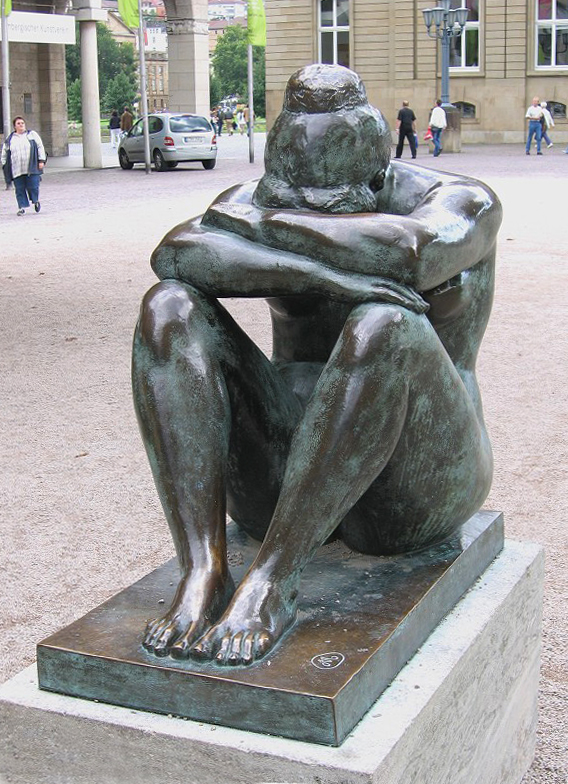
《夜晚》，1920年，斯图加特

阿里斯蒂德·马约尔 （Aristide Joseph Bonaventure Maillol，1861年12月8日—1944年9月27日）是法国雕塑家和画家。

## 生平
马约尔出生于法国西南部东比利牛斯省边境沿海的班雨勒镇，1881年前往巴黎学习艺术，1885年进入美术学校，师从于卡巴内尔和杰洛姆学习，他早期的绘画明显受到夏凡纳和高更的影响。
高更鼓励他从事装饰艺术，他参与了织花挂毯的设计。1893年，他在班雨勒镇开办了一个织花挂毯厂，在法国造成很大的影响。1895年开始，他创造了一些小泥塑，开始从事雕塑并放弃了设计织花挂毯工作。
他在83岁高龄在家乡班雨勒镇，因在雷雨天发生车祸而逝世。在巴黎有收藏他作品的一个博物馆，他的故居也已经开辟成一个博物馆。

## 作品
他重要的作品包括1912年为塞尚设计的纪念碑，以及一系列纪念第一次世界大战的纪念碑。他的雕塑作品大部分是以女人人体作为主题的，稳重、成熟并有古典主义艺术的痕迹，是古典主义和现代摩尔的抽象雕塑之间乘前启后的过渡时期最重要的雕塑家。